# Rondelle de mors
Une rondelle de mors est une pièce du harnachement du cheval, utilisée par paires, qui se place entre l'anneau de mors et la bouche du cheval, de chaque côté. Son rôle peut être à la fois d'éviter que l'anneau de mors ne pince la bouche du cheval, d'ajuster un mors trop grand, ou d'empêcher que l'anneau de mors ne bouge dans la bouche du cheval.

## Rondelle de mors à picots

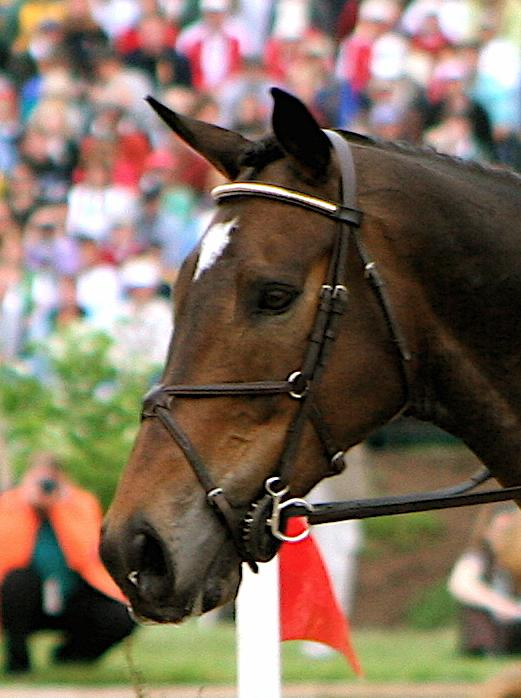
Rondelle de mors à picot sur un cheval de concours complet.

La rondelle de mors à picot comporte en plus des picots qui sont placés contre la joue du cheval, causant une douleur en cas de contact étroit. La rondelle de mors à picots a été pendant un temps largement utilisée sur les chevaux de carrosse à New York, jusqu'à ce que son utilisation soit interdite en partie grâce aux efforts de Henry Bergh vers 1879. Les rondelles de mors à picots sont approuvées pour les courses de Pur-sang en Australie. 
Elles sont interdites depuis juillet 2019 en course de trot en France.